# Club Bàsquet Femení Viladecans Sports
El Club Bàsquet Femení Viladecans Sports és un club de basquetbol femení de Viladecans, fundat el 1998.
Nascut com a escissió de la secció femenina del Club Bàsquet Viladecans, aconseguí a la seva primera temporada el subcampionat de primera catalana. Entre d'altres títols, ha guanyat la primera Lliga catalana de femenina 2 la temporada 2003-04 i repetí títol la temporada 2022-23. A nivell estatal, ha competit durant moltes temporades a la Lliga femenina 2. Disposa de diversos en categories de formació i d'escola de bàsquet, juga els seus partits al Pavelló Atrium Viladecans. Entre d'altres jugadores, destaca Sònia Pascual, membre de l'entitat des de la seva fundació, entrenadora de categories infantils i presidenta del club des de 2019.